# Alfredo Oliveira
Alfredo Oliveira é um escritor, cronista e compositor de música popular brasileira.

## História
Alfredo Oliveira nasceu em 14 de junho de 1935 em Belém. Filho de um coletor federal (Ubirajara Marques de Oliveira) e de uma professora (Brígida Cunha de Oliveira), ele se formou em Medicina pela Universidade Federal do Pará (UFPA). A atividade como clínico geral não o impediu de atuar nos diversos segmentos culturais da cidade. “A minha personalidade comporta tanto minha vocação para a medicina como pra escrita. É uma integração da minha personalidade”, avalia.
O escritor foi delegado federativo do Sindicato dos Médicos do Pará de 1988 a 1991. Atuou como vice-presidente e, depois, como presidente do Conselho Regional de Medicina do Pará, entre os anos de 1987 e 1992. Na outra faceta desse clínico-geral, artística, há espaço não apenas para o escrito, mas também para as composições de sambas-enredo de desfiles de escolas de samba de Belém. Além disso, Oliveira acumula mais de 60 músicas gravadas por intérpretes regionais e nacionais, como Fafá de Belém, Leila Pinheiro, Jane Duboc, Nazaré Pereira, Neguinho da Beija-Flor, Marco André, Nilson Chaves, Vital Lima, Paulo André Barata, Dominguinhos do Estácio, entre outros.
Há mais em toda essa movimentação cultural. Só na literatura, ele publicou novos livros individuais, fora as participações em obras coletivas. Em 1983, lançou o livro “Belém, Belém”, pela editora Falangola. No ano seguinte, veio “Paranatinga”. Em 86, foi a vez de “A pedra verde”. Em 90, a homenagem ao poeta Ruy Barata, com “Ruy Guilherme Paranatinga Barata”. Em 91, publicou “A partir da Ilha”. Pela Secretaria de Estado de Cultura do Pará, veio a público, em 1999, o seu “Ritmos e Cantares”. No ano de 2002, chegou às livrarias “Almir Gabriel: Trajetória e Pensamento”. Em 2006, saiu a publicação de “Além dos deveres”, no mesmo ano foi a vez “Carnaval Paraense”. O mais recente, em 2010, é “Cabanos & Camaradas”. Entre inúmeros títulos e premiações, recebeu no dia 26 de novembro de 2004, da Câmara Municipal de Belém, o diploma de “Patrimônio Cultural de Belém”.

## Discografia
- Alfredo Oliveira
- O canto da Amazônia